# Bianhe (köpinghuvudort i Kina, Hubei Sheng, lat 29,82, long 113,08)
Bianhe (kinesiska: 汴河, 汴河镇) är en köpinghuvudort i Kina. Den ligger i provinsen Hubei, i den centrala delen av landet, omkring 140 kilometer sydväst om provinshuvudstaden Wuhan. Antalet invånare är 46 400. Befolkningen består av 22 164 kvinnor och 24 236 män. Barn under 15 år utgör 19,0 %, vuxna 15-64 år 69 %, och äldre över 65 år 11,0 %.
Runt Bianhe är det ganska tätbefolkat, med 248 invånare per kvadratkilometer. Närmaste större samhälle är Hongcheng, 18,9 km väster om Bianhe. Trakten runt Bianhe består till största delen av jordbruksmark.
Genomsnittlig årsnederbörd är 1 758 millimeter. Den regnigaste månaden är maj, med i genomsnitt 229 mm nederbörd, och den torraste är december, med 39 mm nederbörd.